# Auguste Kronheim
Auguste Kronheim   (Amsterdam, 28 de gener de 1937 - Viena, 7 de novembre de 2021) va ser una artista feminista neerlandesa.
Auguste Kronheim va començar a fer gravats quan tenia 17 anys. Dibuixava motius directament inspirats en el seu entorn: el fosc període de la postguerra europea a la regió de Mühlviertel, a Àustria. Aleshores va ser criticada pel retrat que feia de les terribles condicions de vida de la població rural durant la postguerra.
Kronheim sovint treballava amb sèries; l'artista ho explicava així: «Sempre tenim diverses imatges al cap sobre un mateix tema».
Les vuit làmines del cicle Und Morgen bist du Hausfrau (I demà ets mestressa de casa, 1970) mostren les exigències de la societat envers les qui eren «eficients» mestresses de casa: netes, afectuoses i servicials, només tres de les seves nombroses virtuts. Però també revela els sentiments de la mestressa de casa que s'havia d'enfrontar a aquestes exigències: l'angoixa que patia i el fet de sentir-se reprimida i formant part d'una mena de teatre de titelles.